# 江藤公洋
江藤 公洋（えとう きみひろ、1988年12月19日 - ）は、日本の男性総合格闘家。宮崎県出身。和術慧舟會HEARTS所属。元DEEPライト級王者。

## 来歴
柔道家一家で生まれ育ち、高校でレスリングに転向。高校3年の時に全国高校生選手権グレコローマンと国民体育大会フリースタイルで優勝した。専修大学でもレスリングを続け、卒業後に総合格闘技を始めた。
2013年5月、アマチュア修斗東京オープントーナメントで優勝し、同年7月にプロデビュー。
2022年4月16日、RIZIN初出場となったRIZIN TRIGGER 3rdで元PANCRASEライト級暫定王者の雑賀"ヤン坊"達也と対戦し、2RにパウンドでKO勝ちを収めた。
2023年7月2日、DEEP 114 IMPACTで野村駿太と対戦し、寝技で試合を優勢に運び3-0の判定勝ち。
2024年3月9日、DEEP 118 IMPACTのDEEPライト級タイトルマッチで王者のイ・ソンハと対戦し、2Rにリアネイキッドチョークによる一本勝ちを収め王座獲得に成功、自身初のプロでのタイトル獲得となった。
2024年9月16日、DEEP 121 IMPACTでDEEPライト級タイトルマッチを行い野村駿太と再戦。5R判定負けとなり王座陥落となった。

## 戦績
| 総合格闘技 戦績 | 総合格闘技 戦績 | 総合格闘技 戦績 | 総合格闘技 戦績 | 総合格闘技 戦績 | 総合格闘技 戦績 | 総合格闘技 戦績 |
| --------------- | --------------- | --------------- | --------------- | --------------- | --------------- | --------------- |
| 32 試合         | (T)KO           | 一本            | 判定            | その他          | 引き分け        | 無効試合        |
| 23 勝           | 3               | 8               | 12              | 0               | 2               | 0               |
| 7 敗            | 5               | 0               | 2               | 0               | 2               | 0               |

| 勝敗 | 対戦相手           | 試合結果                        | 大会名                                                                       | 開催年月日     |
| ×    | 野村駿太           | 5分3R終了 判定0-5               | DEEP 121 IMPACT 【DEEPライト級タイトルマッチ】                               | 2024年9月16日  |
| ○    | イ・ソンハ         | 2R 2:02 リアネイキッドチョーク  | DEEP 118 IMPACT 【DEEPライト級タイトルマッチ】                               | 2024年3月9日   |
| ○    | 野村駿太           | 5分3R終了 判定3-0               | DEEP 114 IMPACT                                                              | 2023年7月2日   |
| ○    | 川名TENCHO雄生     | 5分3R終了 判定3-0               | DEEP TOKYO IMPACT 2023 3rd ROUND                                             | 2023年5月7日   |
| ○    | 北岡悟             | 5分3R終了 判定3-0               | DEEP 110 IMPACT                                                              | 2022年11月12日 |
| ○    | 雑賀“ヤン坊”達也   | 2R 4:10 TKO（グラウンドパンチ） | RIZIN TRIGGER 3rd                                                            | 2022年4月16日  |
| ○    | グンター・カルンダ | 5分3R終了 判定3-0               | PROFESSIONAL SHOOTO 2021 Vol.6                                               | 2021年9月20日  |
| ×    | 青木真也           | 5分3R終了 判定0-3               | Road to ONE:3rd TOKYO FIGHT NIGHT                                            | 2020年9月10日  |
| ○    | アミール・カーン   | 1R リアネイキッドチョーク       | ONE Championship: KING OF THE JUNGLE                                         | 2020年2月28日  |
| ×    | パク・デソン       | 2R 1:59 TKO                     | ONE Championship: MASTERS OF DESTINY                                         | 2019年7月12日  |
| ○    | トレスタル・タン   | 1R 0:50 肩固め                  | ONE Championship: One Warrior Series 4                                       | 2019年1月28日  |
| ○    | JD・ハードウィック | 2R 2:07 肩固め                  | ONE Championship: One Warrior Series 3                                       | 2019年2月28日  |
| ○    | 井上雄策           | 2R 4:39 肩固め                  | ONE Championship: One Warrior Series 2                                       | 2018年7月19日  |
| ×    | パク・デソン       | 1R 1:41 TKO                     | ONE Championship: One Warrior Series 1                                       | 2018年3月31日  |
| ○    | キム・ウォンギ     | 3R 5:00 TKO                     | DEEP 80 IMPACT                                                               | 2017年10月21日 |
| ○    | ソク・チャンジュン | 1R 2:59 TKO                     | DEEP Cage Impact 2017                                                        | 2017年7月15日  |
| ×    | 下石康太           | 1R 2:05 KO                      | DEEP OSAKA IMPACT 2017 【ROAD FCライト級100万ドルトーナメント日本予選決勝】  | 2017年3月20日  |
| ○    | LUIZ               | 5分2R終了 判定5-0               | DEEP OSAKA IMPACT 2017 【ROAD FCライト級100万ドルトーナメント日本予選1回戦】 | 2017年3月20日  |
| ○    | 岩瀬茂俊           | 判定3-0                         | DEEP CAGE IMPACT 2016                                                        | 2016年12月17日 |
| ○    | 田村幸成           | 判定2-1                         | DEEP 76 IMPACT                                                               | 2016年6月26日  |
| ○    | 大山卓也           | 判定2-1                         | DEEP 75 IMPACT                                                               | 2016年2月27日  |
| ×    | 吉田義行           | 3R 2:19 TKO（グラウンドパンチ） | DEEP 73 IMPACT                                                               | 2015年10月17日 |

## 獲得タイトル
- 第12代DEEPライト級王座（2024年）